# Leo Ortolani

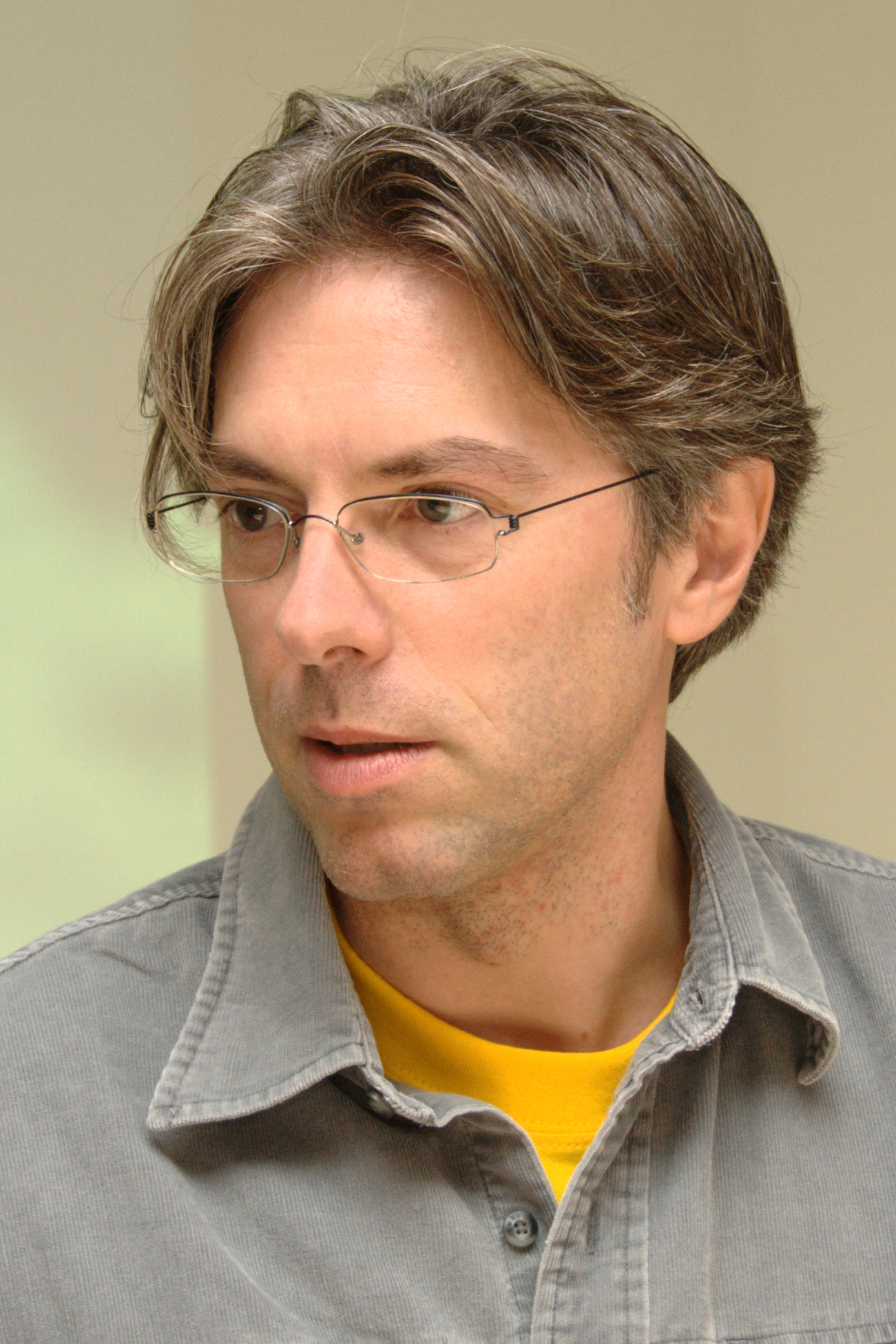
Leo Ortolani

Leonardo Ortolani, bekannt als Leo (* 14. Januar 1967 in Pisa) ist ein italienischer Karikaturist, der insbesondere für die Comicserie Rat-Man bekannt ist.

## Biografie
Ortolani lebte mit seiner Familie seit 1968 in Parma und schrieb sich nach dem Abitur für ein Studium der Geologie an der Universität Parma ein.  Schon in jungen Jahren entwickelte er eine große Leidenschaft für die Welt der Comics, insbesondere für Die Fantastischen Vier von Jack Kirby und Stan Lee, was seinen Zeichen- und Erzählstil beeinflusst hat.
Ortolani lebt mit seiner Frau Caterina Dacci und zwei Adoptivtöchtern in Parma.

## Preise (Auswahl)
- 2008: Premio Attilio Micheluzzi, Kategorie „Bester Drehbuchautor“ (Miglior Sceneggiatore)[1][4]

## Werke (Auswahl)
- Le meraviglie. 1994–1996.
- Rat-Man. 1995–2017.
- Gli intaccabili. 1995.
- Venerdì 12. 1996–2004.
- La lunga notte dell'investigatore Merlo. 1997.
- Star Rats. 1999.
- Il Signore dei Ratti. 2004.
- Star Rats. Stella. Band I, 2005.
- Avarat. 2010.
- Allen. 2012.
- Ratolik. 2013.
- Star Rats.Il male colpisce ancora. Band II, 2014.
- Star Rats. La maschera. Band III, 2015.
- Star Rats. L'ultima speranza. Band IV, 2015.
  - Deutsch: Star Rats. Eine schwache Hoffnung. Übersetzung: Michael Bregel. Band IV. Panini Books, Stuttgart 2015, ISBN 978-3-8332-3174-2.
- Star Rats. Minaccia dal passato. Band V, 2016.
- Star Rats. Il ritorno di Rat-Man. Band VI, 2017.
- C'è spazio per tutti. 2017.
- Oh! Il libro delle meraviglie. 2017.
- Ratboy. 2018.
- Cinzia. 2018.
- Il cercatore. 2020.
- Avarat. 2022.